# Задубье (Кормянский район)
Задубье (бел. Задуб'е) — деревня в Староградском сельсовете Кормянского района Гомельской области Беларуси.
На западе граничит с лесом.

## География

### Расположение
В 11 км на запад от Кормы, в 44 км от железнодорожной станции Рогачёв (на линии Могилёв — Жлобин), в 99 км от Гомеля.

### Гидрография
На реке Добрица (приток реки Добрич).

## Транспортная сеть
Транспортные связи по просёлочной, затем автомобильной дороге Корма — Ямное и шоссе Довск — Гомель. Планировка состоит из близкой к меридиональной ориентации улицы, к которой с востока присоединяется короткая улица. Застроена двусторонне деревянными домами усадебного типа.

## История
Согласно письменным источникам известна с XIX века как деревня в Довской волости Рогачёвского уезда Могилёвской губернии. Согласно ревизии 1858 года во владении помещика И. Ф. Янушкевича. Рядом находились 2 одноимённых фольварка, хозяин одного из которых владел в 1868 году 276 десятинами земли и ветряными мельницами, а второго в 1870 году 213 десятинами земли. С 1884 года работал хлебозапасный магазин. Согласно переписи 1897 года действовали хлебозапасный магазин, ветряная мельница, трактир. Рядом находились 3 одноимённых фольварка, ветряная мельница. В 1908 году 1032 десятины земли. В 3 фольварках 544 десятины земли. В 1909 году открыта школа, которая размещалась в наёмном крестьянском доме, а в начале 1920-х годов ней было передано национализированное здание.
С 20 августа 1924 года до 16 июля 1954 года центр Задубского сельсовета Кормянского района Могилёвского (до 26 июля 1930 года) округа, с 20 февраля 1938 года Гомельской области. В 1930 году организован колхоз «Ударник», работали ветряная мельница, 2 кузницы. Во время Великой Отечественной войны в боях около деревни погибли 36 советских солдат (похоронены в братской могиле на северной окраине). Согласно переписи 1959 года в составе совхоза «Староградский» (центр — деревня Староград), располагались клуб, средняя школа, библиотека.

## Население

### Численность
- 2004 год — 108 хозяйств, 275 жителей.

### Динамика
- 1858 год — 35 дворов.
- 1897 год — 122 двора, 669 жителей; в 3-х фольварках 42 жителя (согласно переписи).
- 1908 год — 138 дворов, 907 жителей; в 3-х фольварках 8 дворов 30 жителей
- 1959 год — 741 житель (согласно переписи).
- 2004 год — 108 хозяйств, 275 жителей.

## Знаменитые земляки
- Кильчевский Владимир Кононович(1922-1999),кандидат экономических наук, доцент, заслуженный работник высшей школы БССР, почётный профессор Белорусской государственной сельскохозяйственной академии, участник Великой Отечественной войны.